# Liste von Altonaer Originalen
Diese Liste von Altonaer Originalen umfasst Namen historischer menschlicher Originale, die im späteren Hamburger Bezirk Altona (bis 1937 der selbstständigen Stadt Altona) gelebt oder gewirkt haben beziehungsweise in Quellen als "Orignale" oder "Sonderlinge" bezeichnet worden sind:
- Rentier Busch, Hagestolz
- Petersell
- Hof, Schuhmachermeister
- Johann Hinrich Stapelfeldt, Polizeigehilfe
- Steier (genannt "Steierpuhs") Schnelläufer
- Gowa, Feuerwehrer der Israelitengemeinde
- Bernhard Luttermersk (1828–1871), Journalist
- Ludwig Samuel Dietrich Mutzenbecher, Gelehrter